# Christian Clar
Christian Friedrich Gottlob Clar (1725 i Niederlausitz – 4. juli 1798 i Rendsborg) var en dansk apoteker, keramiker og fabrikant.
Faderen var forpagter på de kurfyrstelige sachsiske godser. 1777 fik han som fremmed fabrikant naturalisationsbrev. Han var garnisonsapoteker i Rendsborg (blev provisor 1748 og overtog det 1760), men tillige en af de mange, der dengang arbejdede på at finde hemmeligheden ved fremstillingen af porcelæn. Sammen med købmand Jasper Lorentzen fik han i 1765 privilegium på i Rendsborg at oprette en fajancefabrik, som han i 1772 ved hjælp af et interessentskab omdannede til en stentøjsfabrik, hvis fabrikat navnlig gik til København, hvor det belønnedes med en guldmedalje af Det Kongelige Danske Landhusholdningsselskab. Han arbejdede imidlertid stadig på sine porcelænsforsøg, og da hans heldigere kollega i København Frantz Heinrich Müller i 1775 havde fået et eksklusivt privilegium på porcelænsfabrikation i 50 år, er det ganske stemmende med tidens ånd, at Clar mod edelig at forpligte sig til ikke mere at beskæftige sig med fremstillingen af ægte porcelæn og ikke til nogen at røbe, hvad han vidste om den, fik en ganske betydelig godtgørelse af Staten. Det er imidlertid mere end tvivlsomt, om han virkelig har kunnet fremstille (hårdt) porcelæn. 1784 var han fallit; hans stentøjsfabrik gik over til justitsråd, toldforvalter J.H. Hallensen, men Clar vedblev dog at være dens sjæl, og 1795 synes han at have kastet sig over at gøre Wedgwood.
Clar blev gift 5. december 1760 i Rendsborg med Salome Charlotte Roleff (død tidligst 1798), datter af garnisonsapoteker i Rendsborg Ditlev Theodoras Roleff (død 1749).
Han er begravet i Rendsborg.